# Kreissparkasse Göppingen
Die Kreissparkasse Göppingen ist eine öffentlich-rechtliche Sparkasse und Vollbank mit Sitz in Göppingen, Baden-Württemberg. Ihr Geschäftsgebiet für Kreditgeschäfte ist der Landkreis Göppingen. Das internationale Finanzkundengeschäft wird seit 2024 über das Joint Venture S-International BWS GmbH & Co. KG gebündelt.

## Organisationsstruktur
Die Kreissparkasse Göppingen ist eine Anstalt des öffentlichen Rechts. Rechtsgrundlage ist das Sparkassengesetz für Baden-Württemberg. Organe der Kreissparkasse sind der Vorstand, der Verwaltungsrat und der Kreditausschuss.
Die Kreissparkasse Göppingen bietet als selbstständiges regionales Wirtschaftsunternehmen zusammen mit ihren Partnern aus der Sparkassen-Finanzgruppe Privatkunden, Unternehmen und Kommunen Finanzdienstleistungen und -produkte an, soweit das Sparkassengesetz, die Sparkassengeschäftsverordnung oder die Satzung keine Einschränkungen vorsehen. Der im Sparkassengesetz verankerte öffentliche Auftrag verpflichtet die Kreissparkasse Göppingen, mit ihrer Geschäftstätigkeit in ihrem Geschäftsgebiet den Wettbewerb zu stärken und die angemessene und ausreichende Versorgung aller Bevölkerungskreise, der Wirtschaft – insbesondere des Mittelstands – und der öffentlichen Hand mit Bankdienstleistungen sicherzustellen.

## Geschäftsausrichtung und Geschäftserfolg
Die Kreissparkasse Göppingen ist ein Allfinanzdienstleister. Die Kreissparkasse Göppingen wies im Geschäftsjahr 2024 eine Bilanzsumme von 6,508 Mrd. Euro aus und verfügte über Kundeneinlagen von 4,653 Mrd. Euro. Gemäß der Sparkassenrangliste 2024 liegt sie nach Bilanzsumme auf Rang 65. Sie unterhält 49 Filialen/Selbstbedienungsstandorte und beschäftigt 978 Mitarbeiter. Im Sparkassen-Verbund arbeitet die Sparkasse zusammen mit der Landesbank Baden-Württemberg, der LBS Südwest, der SV Sparkassenversicherung, der DekaBank und der Deutsche Leasing AG und kooperiert mit der ÖRAG.

## Geschichte
Am 22. September 1846 wird die Oberamtssparkasse in Göppingen gegründet, die bereits am 14. Oktober ihren Betrieb aufnimmt. Die Oberamtssparkasse Geislingen wird am 25. September 1851 gegründet. Die Oberamtssparkassen erhalten 1934 die Bezeichnung „Kreissparkasse“. Durch das Gesetz über die Neueinteilung des Landes von 1938 wird der Landkreis Göppingen um die Teile von Geislingen sowie um Aichelberg, Zell u.A., Roßwälden, Weiler, Adelberg, Baiereck, Reichenbach u.R. und Winzingen erweitert. Die Kreissparkasse von Göppingen und Geislingen werden zur Kreissparkasse Göppingen zusammengeführt. 1996 feiert die Kreissparkasse Göppingen ihr 150-jähriges Bestehen. Der bestehende Sparkassen-Turm, ein weithin sichtbares „Wahrzeichen“ der Stadt Göppingen, wurde 1974 gebaut und 2009 durch ein Nebengebäude erweitert und bis 2014 modernisiert.

## Aktuelles

### Signa-Holding
Die Insolvenz der Signa-Holding (René Benko) im Dezember 2023 betraf auch die Kreissparkasse Göppingen. Mit sieben anderen deutschen Sparkassen war sie unter den 273 Gläubigern des Unternehmens.

### Wahl des Vorstandsvorsitzenden 2024
Nach der Wahl des Vorstandsvorsitzenden Klaus Meissner als Nachfolger von Hariolf Teufel im Januar 2024 erhob der Vorsitzende der FDP-Kreistagsfraktion und Mitglied des Verwaltungsrats der KSK den Vorwurf „hochgradiger Befangenheit“. Er legte beim Regierungspräsidium Stuttgart gegen die Wahl Meissners Widerspruch ein. In der Begründung führte er aus, es könne nicht ausgeschlossen werden, dass eine Stimme gekauft worden sei. Teufel nahm im Juli 2024 Stellung zu den Personalien.
Mit einem Schreiben vom 8. Februar 2024 hat das Regierungspräsidium den Vorwurf der Befangenheit bei der Wahl des neuen Vorstandsvorsitzenden zurückgewiesen.
Im Juni 2024 wurde Cindy Berend vom Verwaltungsrat in den Vorstand der Kreissparkasse Göppingen berufen. Die 41-Jährige, die seit 2004 für die Bank tätig ist, verantwortet das gewerbliche Geschäft und war zuvor stellvertretendes Vorstandsmitglied. Sie folgt auf Klaus Meissner, der nach dem Weggang von Hariolf Teufel zum 1. Januar 2025 den Vorstandsvorsitz übernimmt.
- Kreissparkasse Göppingen
- Kreissparkasse Göppingen in der Unternehmensdatenbank der Bundesanstalt für Finanzdienstleistungsaufsicht